# Rohrbach (Bawaria)
Rohrbach – miejscowość i gmina w Niemczech, w kraju związkowym Bawaria, w rejencji Górna Bawaria, w regionie Ingolstadt, w powiecie Pfaffenhofen an der Ilm. Leży około 10 km na północny wschód od Pfaffenhofen an der Ilm, przy autostradzie A9 i linii kolejowej Monachium – Norymberga.

## Dzielnice
W skład gminy wchodzą następujące dzielnice: Buchersried, Fahlenbach, Fürholzen, Gambach, Ossenzhausen, Ottersried, Rohr, Rohrbach, Rinnberg, Straßhöfe i Waal.

## Demografia
| Rok  | Liczba mieszk. |
| ---- | -------------- |
| 1970 | 2 983          |
| 1987 | 3 461          |
| 2000 | 5 089          |
| 2006 | 5 500          |

### Struktura wiekowa
Dane o ludności z 31 grudnia 2008:
| Opis                                | Ogółem | Ogółem | Kobiety | Kobiety | Mężczyźni | Mężczyźni |
| ----------------------------------- | ------ | ------ | ------- | ------- | --------- | --------- |
| Jednostka                           | osób   | %      | osób    | %       | osób      | %         |
| Populacja                           | 5574   | 100    | 2814    | 50,48   | 2760      | 49,52     |
| Wiek przedprodukcyjny (0–17 lat)    | 1177   | 21,12  | 587     | 10,53   | 590       | 10,58     |
| Wiek produkcyjny (18–65 lat)        | 3587   | 64,35  | 1770    | 31,75   | 1817      | 32,6      |
| Wiek poprodukcyjny (powyżej 65 lat) | 810    | 14,53  | 457     | 8,2     | 353       | 6,33      |

## Polityka
Wójtem gminy jest Dieter Huber z SPD, rada gminy składa się z 20 osób.
|      | CSU | SPD | BG | FW | FDP | Razem |
| 2008 | 6   | 6   | 3  | 4  | 1   | 20    |
| 2002 | 8   | 5   | 3  | 4  | -   | 20    |